# WrestleMania V
WrestleMania V fu la quinta edizione di WrestleMania, evento in pay-per-view della World Wrestling Federation. Si tenne al Historic Atlantic City Convention Hall di Atlantic City, New Jersey. L'evento fu commentato da Gorilla Monsoon e da Jesse Ventura.
Il main event fu tra Hulk Hogan e Randy Savage per il WWF Championship soprannominato "The Mega Powers Explode". Nell'undercard ci furono vari match, quello tra Rick Rude e The Ultimate Warrior per il WWF Intercontinental Championship, tra l'Hart Foundation e Greg Valentine e The Honky Tonk Man, e l'handicap match che vide contrapposti i Demolition contro i Powers of Pain e Mr. Fuji per i WWF Tag Team Championship.

## Storyline
La rivalità principale di questa edizione fu quella tra Hulk Hogan e Randy Savage, con in palio il WWF Championship. Le strade di Hogan e Savage si erano incrociate una prima volta nel corso della puntata del 3 ottobre 1987 di Saturday Night's Main Event, dove Savage stava combattendo contro il campione Intercontinentale Honky Tonk Man venendo però attaccato a tradimento dalla Hart Foundation; Hogan corse in aiuto di Savage, sancendo di fatto il turn face di Macho Man. A WrestleMania IV, Savage sconfisse Ted DiBiase nella finale del torneo indetto per l'assegnazione del vacante WWF Championship grazie all'aiuto di Hogan che colpì DiBiase con una sedia permettendo a Savage di schienarlo. Subito dopo Hogan salì sul ring per congratularsi con il nuovo campione. Poco tempo dopo, i due formarono un tag team denominato The Mega Powers. La coppia si scontrò con diversi heel per tutto l'anno successivo riscuotendo consensi entusiastici da parte dei fan. I Mega Powers dominarono la divisione tag team della WWF per svariati mesi, senza però mai vincere i titoli di coppia. Tuttavia, l'affiatamento del tag team iniziò ad incrinarsi all'inizio del 1989, causa le tensioni crescenti tra i due. Tutto ebbe inizio durante la puntata del 7 gennaio 1989 di Saturday Night's Main Event, quando Hogan venne assalito dai Twin Towers dopo il suo match con Akeem. Savage arrivò di corsa dal backstage impugnando una sedia di ferro per difendere Hogan e fece fuggire gli aggressori. Elizabeth portò Hogan in infermeria e questo fece infuriare Savage. Egli era geloso che la sua donna Miss Elizabeth venisse utilizzata da Hogan come sua manager. Ulteriori tensioni sopraggiunsero durante la Royal Rumble 1989, dove Hogan eliminò accidentalmente Savage. Il 3 febbraio, Hogan & Savage affrontarono i Twin Towers (Akeem & Big Boss Man) in un match di coppia che avrebbe sancito la fine dei Mega Powers. In un momento decisivo del match, Savage venne sbalzato fuori dal ring colpendo Elizabeth, che rimase ferita. Allora Hogan la portò di corsa nel backstage, lasciando Savage da solo in balia di Akeem e Big Bossman; successivamente Hogan tornò, ma Savage lo schiaffeggiò per poi andarsene. Nonostante ciò, Hogan riuscì comunque a vincere l'incontro. Nel post-match, Savage, pazzo di gelosia, attaccò Hogan nell'infermeria dell'arena dove Hulk si era recato per vegliare sulle condizioni di Elizabeth e poco dopo fu sancito il match titolato per WrestleMania.
La seconda rivalità principale di questa edizione fu quella tra Rick Rude e The Ultimate Warrior per il titolo WWF Intercontinental Championship. Rude e Warrior si erano recentemente affrontati in un confronto "Super Posedown" a Royal Rumble 1989, per stabilire chi avesse tra i due il fisico migliore della federazione. Il vincitore risultò Warrior per volere del pubblico. Dopo la contesa, un furioso Rude lo aggredì..
Un altro match principale nell'undercard fu tra i Demolition (Ax e Smash) e i The Powers of Pain (The Barbarian e The Warlord) con Mr. Fuji in un handicap match per il WWF Tag Team Championship. I Demolition erano un tag team heel dominante fin dal loro debutto nei primi mesi del 1987. Sconfissero gli Strike Force (Tito Santana e Rick Martel) per i titoli a WrestleMania IV. Cominciarono un feud con la Hart Foundation durante i loro primi anni di regno. Nell'estate del 1988 debuttarono un tag team face powerhouse, ovvero i The Powers of Pain ed ebbero un feud con i Demolition per i titoli di coppia. A Survivor Series, il manager dei Demolition, Mr. Fuji turnò heel facendo perdere i suoi clienti a Survivor Series, e i Demolition turnarono face mentre i Powers of Pain diventarono heel.  Fuji divenne poi il manager dei Pain, portando al loro match a WrestleMania con i Demolition per i titoli di coppia in un handicap match 3 vs 2.

## Produzione
Al Historic Atlantic City Convention Hall aggiunsero molti posti per aumentare la partecipazione di WrestleMania prima che esso si svolse. WrestleMania IV e V furono le uniche due edizioni di WrestleMania che si tennero presso la stessa sede per due anni consecutivi. I Run DMC cantarono WrestleMania Rap per il pubblico. All'evento ci furono diversi ospiti illustri tra cui Morton Downey Jr. e Donald Trump.

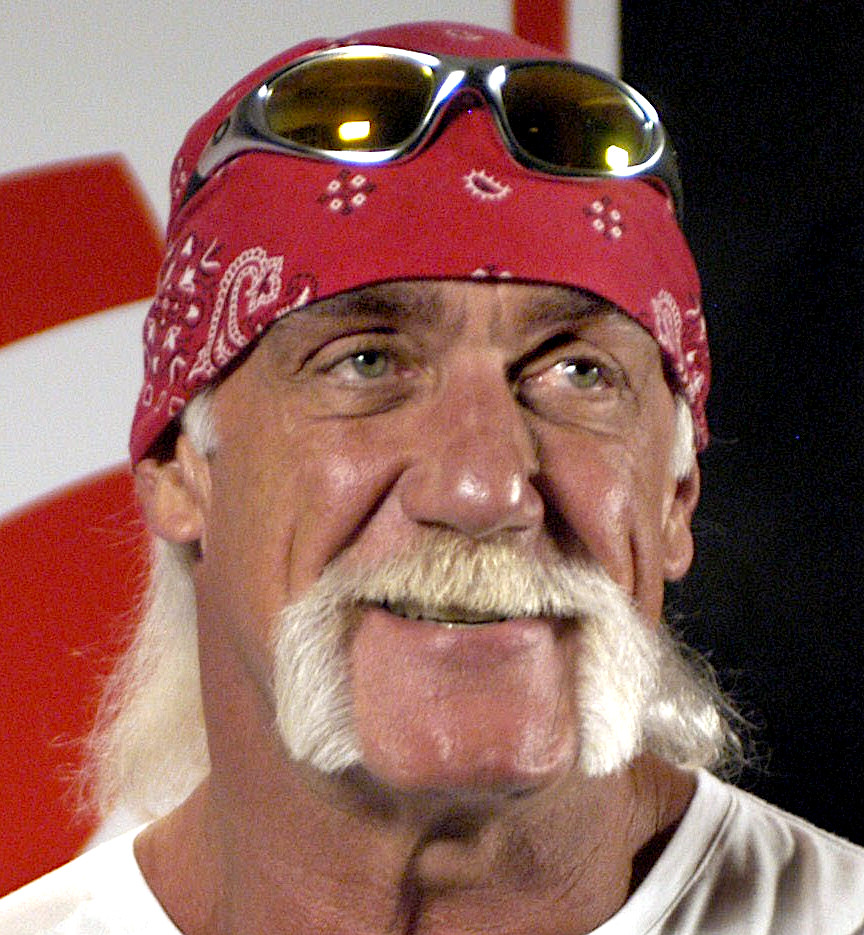
Hulk Hogan diventò Campione WWF per la seconda volta dopo aver sconfitto Randy Savage.

## Evento
La WWF Women's Champion Rockin' Robin aprì lo show cantando America the Beautiful. Il primo match a WrestleMania V fu tra Hercules e King Haku. Haku attaccò alle spalle l'avversario, ma egli usò alcune mosse di potenza per ottenere il vantaggio, e poi lo colpì con una clothesline, mandandolo a terra. Poi Hercules colpì l'avversario con un suplex sul ring e lo colpì con una serie di elbow drop. Dopo aver dominato Haku, Hercules concentrò la sua attenzione sul manager di Haku, Bobby Heenan. Haku schienò l'avversario da dietro e lo colpì con due backbreaker, e ottenne un near-fall. Hercules evitò una Diving Splash di King e lo colpì con una knee lift. Poi lo colpì con una serie di clothesline e di powerslam e lo schienò, ma il contò si fermò a 2. Poi Hercules tentò una manovra dal paletto, ma quando stava atterrando, Haku lo colpì con un savate kick. Hercules cadde in un angolo e Haku allargò le corde, e quindi il suo avversario cadde fuori dal ring. Hercules schivò una clothesline e colpì Haku con un back suplex e lo schienò con un bridging, vincendo la contesa.
Il secondo match fu un tag team match tra i The Twin Towers (Akeem e Big Boss Man) e i The Rockers (Shawn Michaels e Marty Jannetty). Bossman schiaffeggiò Michaels in un angolo e si voltò per guardare Jannetty, e quando si girò, Michaels lo colpì con un missile dropkick. Egli colpì Akeem e Boss Man con un flying forearm smashes prima che Boss diede il cambio al suo compagno di coppia, Akeem. I Rockers lavorarono sul braccio di Akeem prima che egli diede il cambio a Bossman. Jannetty prese il cambio e fu colpito da un leapfrog. I Twin Towers a turno lavorarono su Marty. Egli evitò una big splash da Akeem e riuscì a dare il cambio a Michaels. I Rockers colpirono Akeem con delle Double Flying Fists e Michaels schienò Akeem, ottenendo un near-fall. Akeem colpì Michaels con un lariat. Boss Man prese il cambio e cercò di colpire Michaels con un corner body splash, ma quest'ultimo schivò il colpo, e lo schienò ottenendo un altro near-fall. Poi i Towers colpirono Akeem con un double dropkick e colpirono Boss Man con un double missile dropkick. Akeem prese il cambio e attaccò Jannetty. Michaels entrò nel ring e cercò di attaccare Akeem, ma Boss lo attaccò con una Powerbomb. Akeem ne approfittò e colpì Michaels con un'Africa Air e lo schienò, vincendo il match.
Il terzo match fu un non-title match tra Brutus Beefcake e il Million Dollar Champion Ted DiBiase. Fu la prima volta che il Million Dollar Championship apparve in un pay-per-view. Prima della contesa, DiBiase fu coinvolto in un siparietto con Donald Trump, che era presente in prima fila. Beefcake mise K.O. Ted sul pavimento esterno del ring, prima di tornare in esso. Egli rimise Ted al tappeto, ma poi Virgil afferrò il piede di Brutus. DiBiase lo colpì con una clothesline e applicò un chokehold sull'avversario, seguito da un Million Dollar Drop, e lo schienò ottenendo un near-fall. In seguito il Million Dollar Champion colpì l'avversario con un middle rope diving back elbow drop. DiBiase continuò ad attaccare Beefcake con un Irish Whip e lo schienò con un inside cradle pinfall, ma il contò non arrivò a 3. Successivamente DiBiase cercò di colpire Brutus con un vertical suplex, ma quest'ultimo trasformò la mossa in un hanging suplex, e poco dopo DiBiase applicò un Million Dollar Dream sull'avversario, che riuscì ad afferrare le corde. Quest'ultimo sbatté la faccia di Ted in un angolo e applicò una Barber's Chair. Virgil poi distrasse Beefcake. Egli dopo aver attaccato Ted si concentrò sulla sua guardia del corpo, Virgil, ma DiBiase schienò l'avversario da dietro. L'arbitro era occupato con DiBiase mentre Virgil attaccava Beefcake, e mentre Brutus rincorreva Virgil. DiBiase a quel punto schienò Beefcake da dietro. I due lottarono fuori dal ring e furono di conseguenza contati fuori, terminando il match in no-contest, e continuarono a lottare.
Poi ci fu un tag team match tra i The Bushwhackers (Luke Williams e Butch Miller) e i The Fabulous Rougeaus (Jacques e Raymond Rougeau). I Bushwhackers afferrarono la giacca del loro menagaer Jimmy Hart, ma i Rougeaus li attaccarono. Luke e Raymond iniziarono la contesa. Luke mancò una fist drop sull'avversario, ma riuscì insieme al suo compagno di coppia ad colpire Raymond con un battering ram. Luke attaccò l'avversario, e Jacques provò ad attaccare Luke con una knee drop, ma egli riuscì ad evitare il colpo, e quindi la ginocchiata colpì Raymond. I Rougeaus attaccarono Luke mentre l'arbitro era occupato con Butch. Diedero dei calci nell'intestino di Luke e poi celebrarono l'"evento". A causa di ciò si deconcentrarono, e allora i Bushwhackers colpirono Raymond con un battering ram e con un rib breaker. Luke poi schienò Raymond vincendo il match.
Il quinto match fu tra Mr. Perfect e The Blue Blazer. Perfect attaccò Blazer ed egli contrattaccò con un hip toss. Blazer attaccò l'avversario con diverse mosse, e provò ad eseguire un split-legged moonsault, ma nella fase di atterraggio fu colpito dalle ginocchia dell'avversario, che le aveva strategicamente alzate per proteggersi dal moonsault. A quel punto Perfect applicò un chinlock su Blazer, ma quest'ultimò riuscì ad attaccare l'avversario con un boot to the head. Blue poi eseguì un powerslam e da un belly to belly suplex sull'avversario, e lo schienò, ottenendo un near fall. Poi Blazer schienò Perfect con un crucifix, ma il conto si fermò nuovamente a 2, e a quel punto Blue si mise a discutere con l'arbitro. Ciò deconcentrò Blazer, che non si accorse che il suo avversario si era ripreso, e a quel punto Perfect colpì il rivale con un forearm club seguito da un Perfectplex, che consegnarono a "The Perfect One" la vittoria.
Il sesto match fu un handicap match per i WWF Tag Team Championship tra i Demolition e i The Powers of Pain, accompagnati dal loro manager Mr. Fuji. Inizialmente, Ax e Smash attaccarono Warlord fino a quando egli riuscì a dare il cambio a Barbarian. Smash prese il vantaggio e diede il cambio ad Ax, che intrappolò Barbarian in un hammerlock. Fuji prese il cambio e colpì Ax con un chop seguito da un Diving headbutt. Egli diede il tag a Warlord, che attaccò Ax. Fuji prese il cambio ed attaccò l'avversario con un Fuji Drop. Warlord attaccò Ax mentre stava dando il cambio a Smash, ma fu colpito da un forearm club da Ax. Quest'ultimo diede poi il cambio a Smash. Ax attaccò Barbarian mentre Smash si occupò di Warlord. Mr. Fuji cercò di gettare del sale negli occhi di Smash ma accidentalmente la sostanza finì negli occhi di Warlord. I Demolition afferrarono Fuji e lo colpirono con il Demolition Decapitation, e Ax lo schienò, vincendo la contesa e mantenendo i titoli.
Il settimo match fu tra Dino Bravo e Ron Garvin. Bravo colpì l'avversario con una serie di forearm smash sulla schiena di Garvin e applicò una bear hug. Poi Dino gettò Ron in un angolo e lo colpì con una serie di shoulder block. Garvin fracassò la testa di Bravo nei paletti di sostegno del ring, e lo schienò, ottenendo un near fall. Egli in seguito tentò di colpire Bravo con una sleeper hold, ma quest'ultimo riuscì ad afferrare le corde. Garvin cercò di colpire l'avversario con un piledriver. Bravo a quel punto cercò di colpire Ron con un back body drop ma quest'ultimo schienò Dino con un sunset flip. Garvin lo portò verso l'angolo e lo colpì con dieci pugni. Bravo colpì successivamente l'avversario con un Inverted atomic drop sidewalk slam, seguita da uno schienamento per la vittoria. Dopo la contesa, il manager di Bravo, Frenchy Martin, attaccò Garvin, ma fu colpito da una Garvin Stomp.
L'ottavo match fu un tag team match tra i The Brain Busters (Arn Anderson & Tully Blanchard) e gli Strike Force (Tito Santana e Rick Martel). Martel e Blanchard iniziarono il match, prima che Anderson colpì Martel con una ginocchiata nella schiena. I Busters cercarono di attaccare Rick ma fu lui ad attaccarli e ad ottenere il vantaggio. Gli Strike colpirono i Busters con dei dropkick, mandandoli fuori dal quadrato. Tornato sul ring, Anderson fu colpito da un Irish Whip e poi da una rolling spinebuster, e lo schienò, ottenendo un near-fall. Anderson cercò di colpire Martel con un body scissors, ma egli trasformò la mossa in una Boston crab. Blanchard interferì nel match colpendo Rick con una eye rake. Blanchard prese il cambio, Santana fece la stessa cosa. Egli colpì Blanchard con un bulldog e poi lo intrappolò in una figure four leglock. Poi Martel applicò la figure four leglock su Anderson. Santana ottenne un near-fall dopo aver eseguito su Blanchard una back slide. Tito corse verso le corde e cercò di colpire Blanchard con una flying forearm smash, ma Blanchard si chinò e Santana colpì accidentalmente Martel. I Busters ne approfittarono e lavorarono su Santana. Poi il combattimento si spostò fuori dal ring, Santana cercò di dare il cambio a Martel, ma egli rifiutò e si allontanò, turnando heel. Anderson e Blanchard continuarono allora a infierire su Santana, che fu successivamente colpito da una spike piledriver. Anderson a quel punto schienò Tito, vincendo il match e mettendo quindi fine alla collaborazione tra Santana e Martel.
Poi ci fu un segmento del Piper's Pit con Morton Downey Jr. come ospite. Prima che Roddy potesse intervistare Morton, Brother Love uscì vestito da Piper e lo imitò. Il vero Piper entrò nell'arena e strappò la gonna di Brother. Poi Morton si mise a fumare una sigaretta (nonostante le ripetute richieste di Piper non farlo). Alla fine, Piper prese un estintore presente nel ring e lo aprì sul suo ospite.
Il nono match fu tra Jake Roberts e André the Giant, con Big John Studd come arbitro ospite speciale. Studd e André erano nemici di lunga data. André attaccò Roberts fino a quando egli reagì. Roberts poi prese il suo serpente Damien (nella storyline, André aveva una fobia per i serpenti) e tentò di gettarlo su André ma Studd lo fermò. Il gigante ne approfittò e colpì l'avversario con una chokehold. Poi cercò di colpire Jake con una shoulder block in un angolo, ma accidentalmente si diede una testata da solo. Roberts a quel punto colpì André con una knee lift e lo lanciò all'angolo. André colpì Roberts con una chop e lo fece cadere nell'apron prima di avere un confronto con l'arbitro, John. Ted DiBiase e Virgil entrarono nell'arena e tentarono di rubare Damien ma Roberts prese il suo serpente prima di loro. Sul ring, André colpì Studd con un colpo basso da dietro, quindi venne squalificato. Pur avendo vinto il match, "The Snake" lanciò Damien nel ring per salvare Studd, e a quel punto the Giant si buttò fuori dal ring per salvarsi dal serpente.
Il decimo match fu un tag team match tra gli The Hart Foundation (Bret Hart e Jim Neidhart) e i Rhythm and Blues (Greg Valentine e The Honky Tonk Man). Neidhart colpì Valentine con una slingshot shoulder block ottenendo un near fall. Honky prese il cambio, ma venne schienato da Neidhart. Hart prese il tag e colpì con l'avversario (Tonk) con un backbreaker ma sbagliò una double axe handle middle rope elbow drop. Honky aveva la partita in pugno dopo aver colpito Hart con una Shake, Rattle N' Roll, ma invece di schienarlo, diede il cambio a Valentine. Greg a quel punto applicò una figure four leglock. Hart riuscì ad uscire dalla sottomissione, ma poi fu colpito da un gutbuster da Honky. Bret poi riuscì a colpire Tonk con una crossbody. Valentine prese il cambio e schienò Hart. Egli riuscì a uscire dallo schienamento e diede il cambio a Neidhart. Quest'ultimo colpì entrambi gli avversari con due dropkick e poi colpì Valentine con una shoulder block. Un lariat su Greg ottenne un altro near-fall su Neidhart. Hart e Honky a quel punto presero il cambio. Valentine corse lì e schienò Neidhart sull'apron. L'arbitro era occupato a cacciare fuori Valentine, e Neidhart ne approfittò e consegnò a Bret il megafono di Jimmy Hart. Hart attaccò Man con esso e lo schienò vincendo il match.
L'undicesimo match fu per il WWF Intercontinental Championship tra il campione The Ultimate Warrior e Rick Rude. Warrior lanciò Rude all'angolo molte volte prima di attaccarlo con un bearhug. Rick colpì poi l'avversario con un missile dropkick, ma poi fu colpito da una seconda bearhug, seguito da un back body drop. Poi Ultimate cercò di eseguire una Guerriero Splash ma Rude lo colpì con una ginocchiata. Rick ottenne un near-fall dopo aver attaccato l'avversario con una back to belly piledriver. Rude continuò ad attaccare Warrior con un jawbreaker seguito da una Clothesline per un altro conto di 2. Colpì poi attaccò Warrior con un Russian legsweep e ottenne un ennesimo near-fall. Rude cercò di attaccare l'avversario con una surfboard, ma Ultimate riuscì ad afferrare le corde. Fuori dal ring Warrior colpì Rude con una running shoulder block. Successivamente colpì l'avversario con un backbreaker e cercò di sollevarlo, ma lo lasciò maldestramente sulle corde. Warrior colpì Rude con una serie di Irish whips in ogni angolo, ma poi sbagliò una Warrior Splash. "Ravishing" provò a connettere con una Rude Awakening ma Ultimate uscì dal ring e colpì l'avversario con una clothesline sull'apron. Dopo essere tornati sul ring, Warrior cercò di colpire Rude con un suplex, ma il manager di Rick, Bobby Heenan afferrò le gambe di Warrior facendo cadere Rick su Ultimate. Heenan non lasciò le gambe di Warrior durante il tentativo di schienamento di Rude, che ebbe successo. Rude vinse il match e diventò il nuovo campione intercontinentale. Questa fu la prima sconfitta per schienamento di Warrior in WWF. Dopo la contesa, un Ultimate infuriato inseguì Heenan intorno e sul ring e lo colpì con una gorilla press drop.
Il dodicesimo match fu tra Jim Duggan e Bad News Brown. Brown dominò il match nei primi minuti, ma sbagliò una mossa all'angolo. Duggan lo colpì con una serie di pugni. Brown gli rispose con un Irish Whip e fracassandoli la testa nel paletto. Duggan colpì Brown con una serie di shoulder blocks. Brown cercò di colpire Duggan con una Ghetto Blaster ma egli riuscì ad evitarla, e lo colpì con una three-point stance clothesline. Brown cadde a terra e gettò una sedia sul ring. Nel frattempo, Duggan prese il suo 2x4. A quel punto entrambi si colpirono a vicenda con vari oggetti contundenti. L'arbitro allora squalificò entrambi gli uomini, facendo terminare il match in una doppia squalifica.
La tredicesima contesa e l'ultimo match sull'undercard fu tra Red Rooster e Bobby Heenan. Appena iniziò il match Heenan schienò l'avversario, ma il contò si fermò a 2, ottenendo un near-fall. Rooster cercò di colpire Heenan con un Irish Whip ma Bobby lo fermò ed eseguì a sua volta un Irish Whip. Ottenne un ennesimo near-fall. Rooster immobilizzò l'avversario e vinse il match in soli 31 secondi. Dopo il match, Red fu attaccato da Brooklyn Brawler.
Il main event fu per il WWF Championship, che vide contrapposti il campione in carica Randy Savage e Hulk Hogan. Hogan colpì Savage con una shoulder block mandandolo fuori dal ring. Savage tornò sul quadrato e applicò una headlock su Hogan prima che eglì reagì. Hogan spinse di nuovo Savage, ma quest'ultimo afferrò le corde e quindi non cadde a terra. Hulk inseguì Savage intorno al bordo ring. Egli si nascose dietro Miss Elizabeth, che era in un angolo "neutro" (ovvero non era uno degli angoli "appartenenti" ai due wrestler durante il match). Savage salì sul ring e iniziò a beffarsi di Hogan. Egli a quel punto applicò un'altra headlock e lo colpì con un drop toe hold. Poi provò ad attaccare "Macho Man" con una Facelock, ma egli trasformò l'attaccò in un back suplex. Il campione colpì allora l'avversario con una double axe handle dalla terza corda su Hogan, ottenendo un conto di 2. Savage successivamente applicò un armbar su Hogan fino a quando egli riuscì a far cadere l'avversario fuori dal quadrato. Hogan rigettò Savage sul ring e lo lanciò al paletto, e poi lo attaccò con una running clothesline, una serie di elbow drop e un big boot. Però poco dopo subì un Irish Whip e una clothesline da parte di Savage, che lo schienò, ottenendo un near-fall e successivamente applicò allora una chinlock su Hogan fino a quando egli lo colpì con un gomito, seguito da un atomic drop, ma sbagliò una elbow drop. Savage ne approfittò e colpì Hogan con una ginocchiata in un angolo. Savage lo colpì con delle Irish Whip in ogni angolo. Hogan colpì Savage con una serie di pugni e una corner clothesline, mandandolo fuori dal quadrato. Elizabeth cercò di vedere come stesse Savage, ma lui la respinse. Hogan sollevò Savage alle spalle e cercò di lanciarlo verso il palo del ring, ma Elizabeth glielo impedì. Savage ne approfittò e attaccò Hogan. L'arbitro Dave Hebner diede un "cartellino rosso" ad Elizabeth, mandandola nel backstage. Mentre Hogan si stava alzando, Savage lo colpì con un diving double axe handle, seguito da un hotshot e da una gomitata sulla gola. Savage continuò a dominare il match attaccando Hogan con una knee drop, ottenendo un altro conto di 2. Poi "Macho Man" colpì con un Savage Elbow, seguito da uno schienamento che non andò a buon fine. Hogan a quel punto attaccò con dei pugni, seguito da un Big Boot e un leg drop. Hogan schienò il suo avversario, vincendo il match e il titolo WWF per la seconda volta.

## Risultati
| #  | Risultati | Stipulazioni                                            | Durata |
| -- | --- | ------------------------------------------------------- | ------ |
| 1  | Hercules ha sconfitto King Haku (con Bobby Heenan)                                                               | Single match                                            | 06:57  |
| 2  | Akeem e Big Boss Man (con Slick) hanno sconfitto i The Rockers                                                   | Tag team match                                          | 08:02  |
| 3  | Brutus Beefcake vs. Ted DiBiase (con Virgil) termina con un doppio count-out                                     | Single match                                            | 10:01  |
| 4  | The Bushwhackers hanno sconfitto The Fabulous Rougeaus (con Jimmy Hart)                                          | Tag team match                                          | 09:10  |
| 5  | Mr. Perfect ha sconfitto The Blue Blazer                                                                         | Single match                                            | 05:38  |
| 6  | Demolition (c) hanno sconfitto The Powers of Pain e Mr. Fuji                                                     | Handicap tag team match per i WWF Tag Team Championship | 08:20  |
| 7  | Dino Bravo (con Frenchy Martin) ha sconfitto Ronnie Garvin                                                       | Single match                                            | 03:06  |
| 8  | The Brain Busters (con Bobby Heenan) hanno sconfitto Strike Force (Rick Martel e Tito Santana)                   | Tag team match                                          | 09:17  |
| 9  | Jake Roberts ha sconfitto André the Giant (con Bobby Heenan) per squalifica                                      | Single match con Big John Studd come arbitro speciale   | 09:44  |
| 10 | The Hart Foundation (Bret Hart e Jim Neidhart) ha sconfitto The Honky Tonk Man e Greg Valentine (con Jimmy Hart) | Tag team match                                          | 07:40  |
| 11 | Rick Rude (con Bobby Heenan) ha sconfitto The Ultimate Warrior (c)                                               | Single match per il WWF intercontinental Championship   | 09:36  |
| 12 | Jim Duggan vs. Bad News Brown termina con una doppia squalifica                                                  | Single match                                            | 03:49  |
| 13 | The Red Rooster ha sconfitto Bobby Heenan (con The Brooklyn Brawler)                                             | Single match                                            | 00:32  |
| 14 | Hulk Hogan ha sconfitto Randy Savage (c)                                                                         | Single match per il WWF Championship                    | 17:54  |

## Conseguenze
Hulk Hogan continuò il suo feud con Randy Savage. La WWF finanziò un film nel 1989 intitolato Senza esclusione di colpi (No Hold Barred) il quale vide protagonisti Hogan con il personaggio di Rip e Tommy Lister che interpretò il cattivo Zeus. Nel film, Rip sconfisse Zeus e questo portò ad una faida tra Hogan e Zeus in WWF poiché Zeus volle vendicarsi anche nella vita reale (keyfabe). In WWF fu presentato come Zeus e formò un'alleanza con Savage. Il migliore amico di Hogan, Brutus Beefcake si unì a quest'ultimo nella battaglia. Questo portò ad un tag team match nel main event di SummerSlam 1989, a prevalere furono  Hogan e Beefcake. La rivalità continuò fino al pay-per-view No Holds Barred, dove Hogan e Beefcake vinsero nuovamente in uno steel cage match, terminando così la rivalità. Dopo il No Holds Barred cage match, Hogan e Savage si affrontarono ancora un'ultima volta nell'edizione di Main Event del 23 febbraio 1990. Lo schienamento fu contato dal campione di box dei pesi massimi Buster Douglas, che tirò un pugno in faccia a Savage dopo che quest'ultimo lo aveva schiaffeggiato.
Savage, nel frattempo, trovò una nuova manager. Dopo WrestleMania, Gene Okerlund cercò di intervistare Miss Elizabeth, ma Sensational Sherri interruppe l'intervista insieme a Savage, la quale causò il coinvolgimento di Hogan facendo rimanere quest'ultimo vittima di un colpo di sedia d'acciaio dal campione detronizzato. Da allora fino a WrestleMania VII, Sherri fece la valletta di Savage e dopo che quest'ultimo divenne King of World Wrestling Federation nel settembre 1989, Sensational Sherri divenne Queen Sherri.
Rick Martel effettuò un turn heel diventando "The Model", interruppe la Strike Force iniziando così una faida con l'ex partner Tito Santana.